# Brule (Nebraska)
Brule é uma vila localizada no Estado americano de Nebraska, no Condado de Keith.

## Demografia
Segundo o censo americano de 2000, a sua população era de 372 habitantes. 
Em 2006, foi estimada uma população de 330, um decréscimo de 42 (-11.3%).

## Geografia
De acordo com o United States Census Bureau, a localidade tem uma área de 0,8 km², sem área coberta por água. Brule localiza-se a aproximadamente 1003 m acima do nível do mar.

## Localidades na vizinhança
O diagrama seguinte representa as localidades num raio de 36 km ao redor de Brule. 